# Nephodia ordaea
Nephodia ordaea là một loài bướm đêm trong họ Geometridae.